# Sheri Stewart Tepper
Sheri Stewart Tepper (cerca de Littleton, Colorado, 16 de julio de 1929 - 22 de octubre de 2016) fue una escritora estadounidense autora de numerosas novelas de ciencia ficción, con un trasfondo feminista y ecológico.
Ha publicado con diversos seudónimos como A. J. Orde, E. E. Horlak, and B. J. Oliphant y más recientemente con el nombre de Sheri S. Eberhart.

## Obras
Algunas de sus novelas traducidas al español:
- La Bella durmiente (Beauty)
- Hierba (Grass)
- El Árbol familiar (The Family Tree)
- Tras el largo silencio (After Long Silence)
- Despertar (The Awakeners)
- La puerta al país de las mujeres (The Gate to Women's Country, 1988)[2]